# Polycentropus verruculus
Polycentropus verruculus – gatunek chruścika z rodziny przyocznicowatych i podrodziny Polycentropodinae.
Gatunek ten opisany został po raz pierwszy w 2011 roku przez Stevena W. Hamiltona i Ralpha W. Holzenthala na łamach „ZooKeys”. Jako lokalizację typową wskazano Rio Guanhães poniżej tamy w Salto Grande w brazylijskim stanie Minas Gerais. Epitet gatunkowy oznacza po łacinie „guzeczek”.
Chruścik o żółtym lub jasnobrązowym ciele i słomkowych odnóżach. Skrzydło przednie osiąga 5,5 mm długości. Ubarwienie skrzydła jest brązowe z licznymi, jasnymi łatkami. Odwłok samca ma trapezowate w widoku bocznym, a w widoku brzusznym nieco trapezowate ze słabo wypukłymi bokami oraz słabo wklęśniętym brzegiem tylnym dziewiąte sternum. Przeciętnie długa, równa długością wysokości odwłoka, wyprostowana przysadka pośrednia ma niezmodyfikowaną podstawę. Przysadka preanalna ma krótki, na boku opatrzony nabrzmiałym, oszczecinionym płatem, a u szczytu zaokrąglony wyrostek mezolateralny, natomiast nie ma wyrostka mezowentralnego. Przysadka dolna jest w widoku brzusznym rombowata, najszersza u szczytu, opatrzona kolcem kaudalnomezalnym, a w widoku bocznym krótka, kwadratowa, o niskiej i od góry lekko zaokrąglonej flance grzbietowo-bocznej oraz pozbawiona kolca mezowentralnego. Przeciętnie długa fallobaza ma bardzo szeroki wyrostek wierzchołkowo-brzuszny o dwóch szczytach, wąski w widoku grzbietowym skleryt fallotremy oraz bardzo szerokie pasmo zesklerotyzowane endoteki. U-kształtny skleryt subfalliczny ma krótkie ramiona.
Owad neotropikalny, endemiczny dla Brazylii.